# Hi-Lili, Hi-Lo
Hi-Lili, Hi-Lo ist ein Schlager, der 1952 von Bronisław Kaper geschrieben wurde. Der Text stammt von der Drehbuchautorin Helen Deutsch. Das Lied wurde in der 1953 von Leslie Caron und Mel Ferrer gesungenen Version als Filmmusik für den Film Lili verwendet und dadurch international bekannt. Bronisław Kaper erhielt 1954 den Oscar für die Beste Filmmusik für den Film.
Das Lied wurde oft gecovert, darunter von Richard Chamberlain, Bill Evans, The Everly Brothers, Rickie Lee Jones, Tim Buckley, Manfred Mann, Alan Price, Gene Vincent, und Roger Williams. Das Lied wurde ein Nummer-eins-Hit in Australien und Italien.
Deutsche Versionen wurden 1954 von Leila Negra (Hei Lili – Das schönste Glück auf der Erde) und Lonny Kellner (Lili – Hei Lili, heilo) gesungen.